# Veljko Rus
Veljko Rus (* 8. Dezember 1929 in Višnja Gora; † 26. Februar 2018) war ein jugoslawischer bzw. slowenischer Soziologe.
Er legte in Ljubljana das Abitur ab, studierte an der Universität Belgrad und promovierte an der Universität Zagreb mit einer Dissertation über Macht und Verantwortung im Arbeitsprozess. Er lehrte als Professor für Soziologie an der Universität Ljubljana, daneben war er Gastprofessor an verschiedenen Universitäten, unter anderem an der Freien Universität Berlin. Ab 1995 war er ordentliches Mitglied der Slowenischen Akademie der Wissenschaften und Künste.

## Werke
- Institutionalization of the Revolutionary Movement, in: Praxis, Jg. 3.1967, Heft 2, S. 201–213
- Problems of participatory democracy, in: Self-governing socialism, hrsg. v. Branko Horvat, Mihailo Marković und Rudi Supek, Band 2, 1975 (ISBN 0-87332-061-1), S. 101–111
- Symbiosis of work and ownership, in: Participation, organizational effectiveness & quality of work life in the year 2000, hrsg. v. Litsa Nicolaou-Smokoviti, 1994 (ISBN 3-631-47924-7), S. 69–93
- The quality of decision-making, in: Organizational decision-making under different economic and political conditions. Proceedings of a Symposium at the Royal Netherlands Academy of Arts and Sciences on 1 – 3 June 1994, hrsg. v. Pieter J. D. Drenth, 1996 (ISBN 0-444-85810-5), S. 105–114
- Privatizacija šolstva, zdravstva in kulture (Die Privatisierung des Schulwesens, Gesundheitswesens und der Kultur), 1996 (ISBN 86-80227-52-8)
- Tretja pot med antikapitalizmom in postsocializmom (Der dritte Weg zwischen Antikapitalismus und Postsozialismus), 2009 (ISBN 978-961-6768-05-4)